# جورج ويلسون (لاعب كرة قدم أمريكية)
جورج ويلسون (بالإنجليزية: George Wilson)‏ هو لاعب كرة قدم أمريكية أمريكي، ولد في 29 مايو 1943 في أوك بارك في الولايات المتحدة، وتوفي في 6 أغسطس 2011.

## وصلات خارجية
- جورج ويلسون على موقع مرجع كرة القدم المحترفة.كوم (الإنجليزية)